# Asota contorta
Asota contorta là một loài bướm đêm thuộc họ Erebidae. Nó được tìm thấy ở Bali, Java, Sumatra và ở Malaysia.
Sải cánh dài 59–62 mm.